# 巨鼹
巨鼹（学名：Euroscaptor grandis）一种分布于中国西南地区的哺乳动物，隶属于鼹科东方鼹属。

## 形态特征
巨鼹体长可达137毫米，尾长16毫米，体重86克，为鼹鼠中体形最大的一种。体形肥短而扁圆，体毛柔软似丝绒状，具光泽，背毛深褐色，腹毛颜色较浅淡。臼齿较为宽大；吻尖具沟槽，眼极小，外耳退化；尾端钝，似棍棒，其上长有稀疏的长毛；前足宽阔呈掌状，掌面斜向外侧。

## 生活习性
巨鼹栖息于中、低海拔的山地、丘陵和平原地区的森林和灌木草丛地带。营地下生活，以蚯蚓及各种地下生活的昆虫幼虫为食。